# 漹城街道
漹城鎮，是中华人民共和国四川省乐山市夹江县下辖的一个乡镇级行政单位。2019年9月，撤销漹城镇，设立漹城街道，以原漹城镇牌坊社区、和平桥社区、新华社区、城东社区、工农社区、云吟村所属行政区域为漹城街道的行政区域。原漹城镇千佛社区、迎春社区、滨江社区、在古社区所属行政区域为青衣街道的行政区域。原漹城镇漹江村所属行政区域划归黄土镇管辖。

## 行政区划
漹城鎮下辖以下地区：
东大街社区、北街社区、毛街社区、南街社区、迎春街社区、姚桥社区、牌坊社区、新华村、新村、何村、工农村、薛村、宋河村、永胜村、在古村、易漕村、杨浩村、杨柳村、谢滩村、雷塘村、宿漕村、桃坡村、任山村、大石村和千佛村。